# Міхалув-Третій
Міхалув-Третій (пол. Michałów Trzeci) — село в Польщі, у гміні Опатувек Каліського повіту Великопольського воєводства.
Населення — 82 особи (2011).
У 1975-1998 роках село належало до Каліського воєводства.

## Демографія
Демографічна структура станом на 31 березня 2011 року:
|          | Загалом | Допрацездатний вік | Працездатний вік | Постпрацездатний вік |
| -------- | ------- | ------------------ | ---------------- | -------------------- |
| Чоловіки | 35      | 7                  | 24               | 4                    |
| Жінки    | 47      | 16                 | 24               | 7                    |
| Разом    | 82      | 23                 | 48               | 11                   |